# دفاع شیمیایی

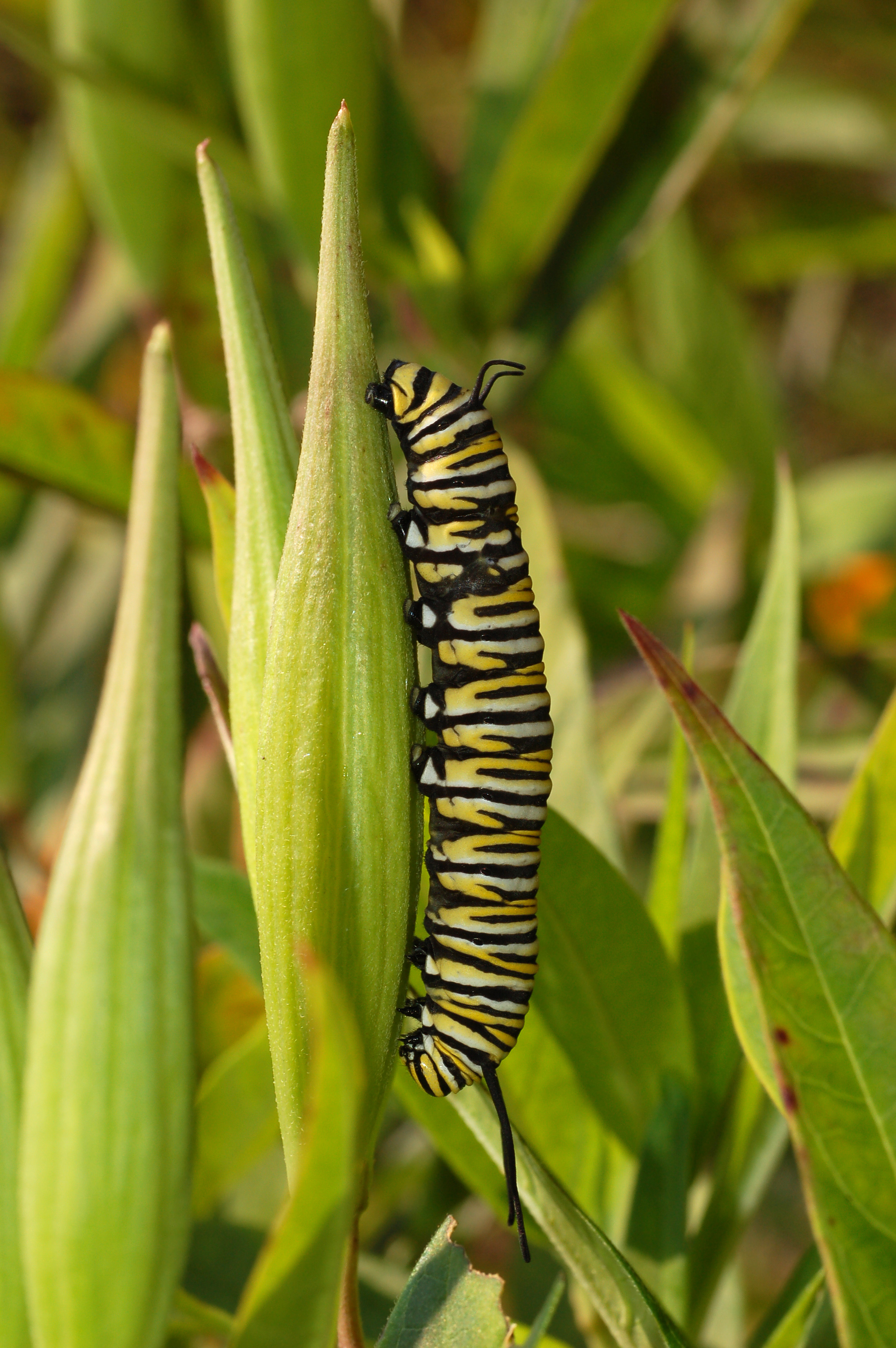
لارو پروانه شهریارروی گیاه علف شیر. علف‌های شیر از سه دفاع اصلی برای محدود کردن آسیب‌های ناشی از کرم‌ها استفاده می‌کنند: پرزهای روی برگ‌ها، سموم کاردنولید و مایع لاتکس، اما پروانه‌های شهریار تکامل یافته‌اند تا تحت تأثیر این دفاع‌ها قرار نگیرند. سموم کاردنولید که در مرحله لاروی پروانه شهریار از تغذیه از گیاه جدا می‌شود در بالغ باقی می‌ماند و آن را برای شکارچیان ناخوشایند می‌کند.

دفاع شیمیایی (به انگلیسی: Chemical defense) یک راهبرد از تاریخ طبیعی است که توسط بسیاری از جانداران برای پرهیز از مصرف با تولید متابولیتهای سمی یا دورکننده استفاده می‌شود. تولید مواد شیمیایی دفاعی در گیاهان، قارچ‌ها و باکتری‌ها و نیز جانوران بی‌مهره و مهره‌داران اتفاق می‌افتد. دسته‌ای از مواد شیمیایی تولیدشده توسط جاندارانی که دفاعی در نظر گرفته می‌شوند، ممکن است به معنای دقیقی در نظر گرفته شود که تنها برای آنهایی که به جاندار در فرار از گیاه‌خواری یا شکار کمک می‌کنند، اعمال می‌شود. با این حال، تمایز بین انواع فعل و انفعالات شیمیایی ذهنی است و مواد شیمیایی دفاعی نیز ممکن است برای حفاظت در برابر کاهش برازش توسط آفت، انگل‌ها و رقیبان در نظر گرفته شوند. بسیاری از مواد شیمیایی که برای هدف‌های دفاعی به کار می‌روند، متابولیت‌های ثانویه هستند که از متابولیت‌های اولیه مشتق شده‌اند که یک هدف فیزیولوژیک در ارگانیسم دارند. متابولیت‌های ثانویه تولیدشده توسط گیاهان در انواع بندپایان مصرف و جدا می‌شوند و به نوبه خود سموم موجود در برخی از دوزیستان، مارها و حتی پرندگان را می‌توان از طعمه بندپایان ردیابی کرد. موارد خاص مختلفی برای در نظر گرفتن سازگاری‌های ضدشکار پستانداران به عنوان دفاع شیمیایی نیز وجود دارد.

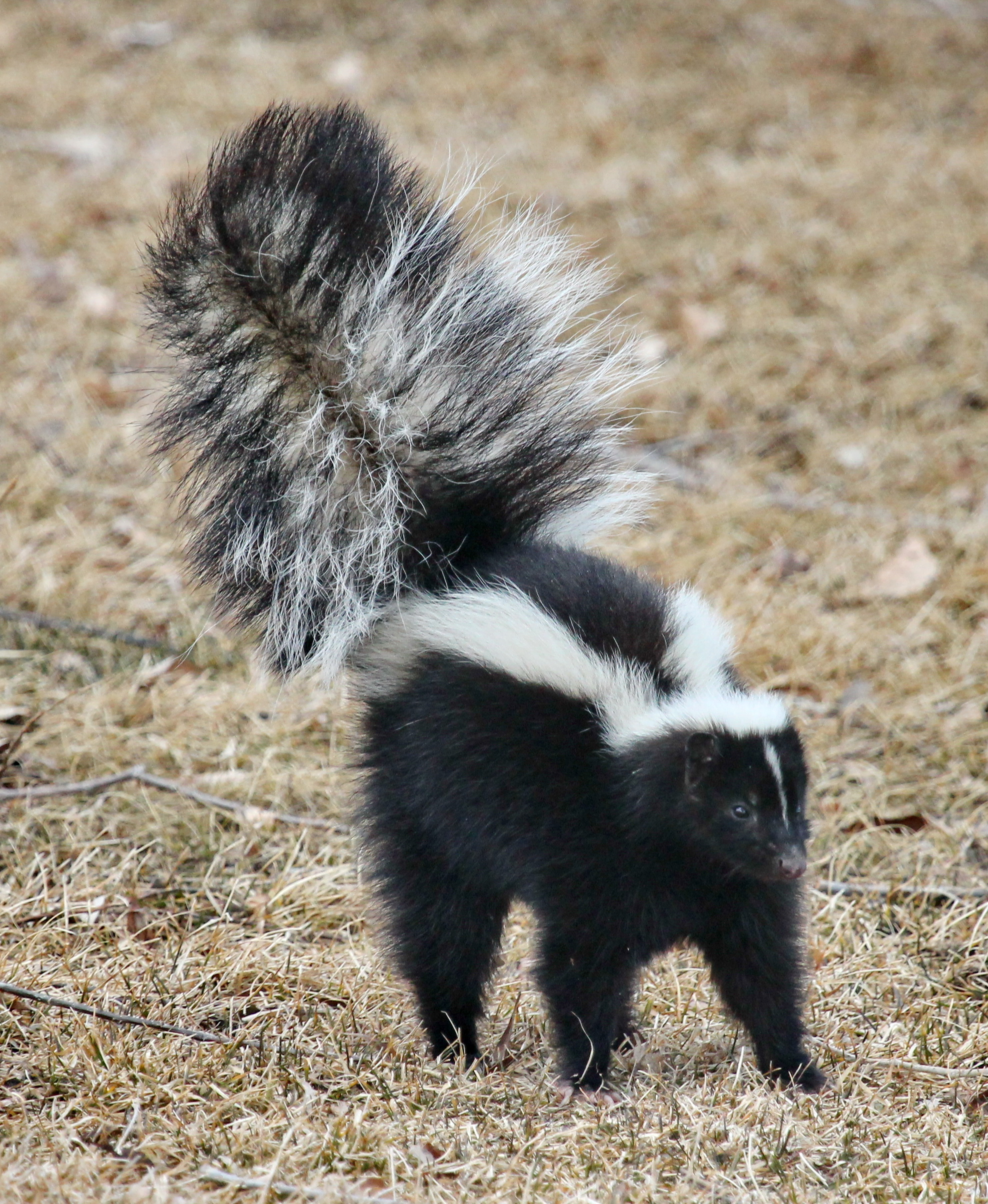
اسکانک (Mephitis mephitis) در حالت دفاعی با دم افراشته و پف‌کرده، نشان می‌دهد که ممکن است در آستانهٔ سم‌پاشی باشد.

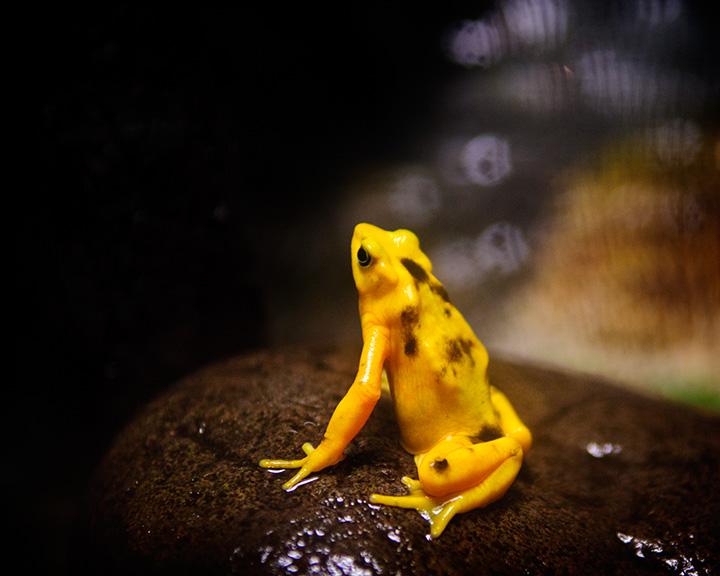
قورباغه سمی طلایی (Phyllobates terribilis) یکی از گونه‌های قورباغه‌های سمی است که اهمیت بالقوه‌ای برای پژوهش‌های پزشکی دارد.